# Copa Paulista de Futebol
De Copa Paulista de Futebol is een voetbalcompetitie uit de Braziliaanse staat São Paulo. De competitie wordt georganiseerd door de FPF.
De competitie vindt plaats in de tweede helft van het jaar na afloop van de drie hoogste divisies van het Campeonato Paulista en wordt gespeeld door de clubs die niet vertegenwoordigd zijn in de nationale reeksen en reserveteams van de topploegen uit de nationale reeksen.
De competitie heeft verschillende namen gehad door de jaren heen. In 2001 was het de Copa Coca-Cola, in 2002 Copa Futebol Interior, in 2003 Copa Estado de São Paulo, van 2004 tot 2007 Copa FPF en vanaf 2008 onder de huidige naam. Vanaf 2005 krijgt de winnaar het recht om deel te nemen aan de Copa do Brasil. Van 2007 tot 2010 nam de club ook deel aan de Recopa Sul-Brasileira.

## Winnaars
- 1999 -  Etti Jundiaí[1]
- 2001 -  Bandeirante
- 2002 -  Ituano
- 2003 -  Santo André
- 2004 -  Santos
- 2005 -  Noroeste
- 2006 -  Ferroviária
- 2007 -  Juventus
- 2008 -  Atlético Sorocaba
- 2009 -  Votoraty
- 2010 -  Paulista
- 2011 -  Paulista
- 2012 -  Noroeste
- 2013 -  São Bernardo FC
- 2014 -  Santo André
- 2015 -  Linense
- 2016 -  XV de Piracicaba
- 2017 -  Ferroviária
- 2018 -  Votuporanguense
- 2019 -  São Caetano
- 2020 -  Portuguesa
- 2021 -  São Bernardo FC
- 2022 -  XV de Piracicaba
- 2023 -  Portuguesa Santista
- 2024 -  Monte Azul